# سوزانا (اسم)
سوسانا (بالإنجليزية: Susanna)‏ هو اسم شخصي أنثوي، يعود أصله إلى شخصيات الكتاب المقدس وهي سوسنة إحدى النساء المرافقات ليسوع، أصل هذا الاسم هو يوناني وله عدة أشكال أخرى مثل سوزان وسوسن و دسوزانا، معنى الاسم هو الزنبق أو شقائق النعمان، ليس لهذا الاسم شعبية في الولايات المتحدة، إلا أنه لهُ شعبية في بعض الدول في أوروبا مثل السويد وإيطاليا وهولندا وفنلندا وكذلك له شعبية في بعض دول أوروبا الشرقية كجمهورية التشيك وسلوفاكيا والمجر وبولندا حيث يلفظ زوزانا.

## الشخصيات
- سوسنة إحدى أتباع المسيح.
- سوسانا كلارك كاتبة إنجليزية.
- سوسانا هوفس موسيقية أمريكية.
- سوزانا مايولو ناشطة إيطالية سويسرية هاجمت البابا.
- سوزانا كونزاليس ممثلة فنزويلية.
- سوزانا كايسن كاتبة أمريكية.
- سوسانا روسون كاتبة بريطانية.
- سوزانا دوسامانتس ممثلة مكسيكية.
- سوزانا فرنر ممثلة وعارضة برازيلية.
- سوزانا مادورا سالتر سياسية أمريكية.